# Marschallhaus (Kaiserstuhl)
Pour les articles homonymes, voir Marschallhaus.
La Marschallhaus, ou Mayenfischhaus, est un bâtiment situé dans le village argovien de Kaiserstuhl, en Suisse.

## Histoire
La maison est construite sous la forme d'un palais résidentiel à la française entre 1764 et 1765 sur la place de l'ancien presbytère des SS. Trium Regum pour Jean-Jacques de Mayenfisch, un notable local qui s'est illustré comme militaire au service de la France. Le bâtiment fait l'objet d'une restauration extérieure en 1985.
Toujours résidence privée de nos jours, la maison est inscrite comme bien culturel d'importance nationale.

## Description

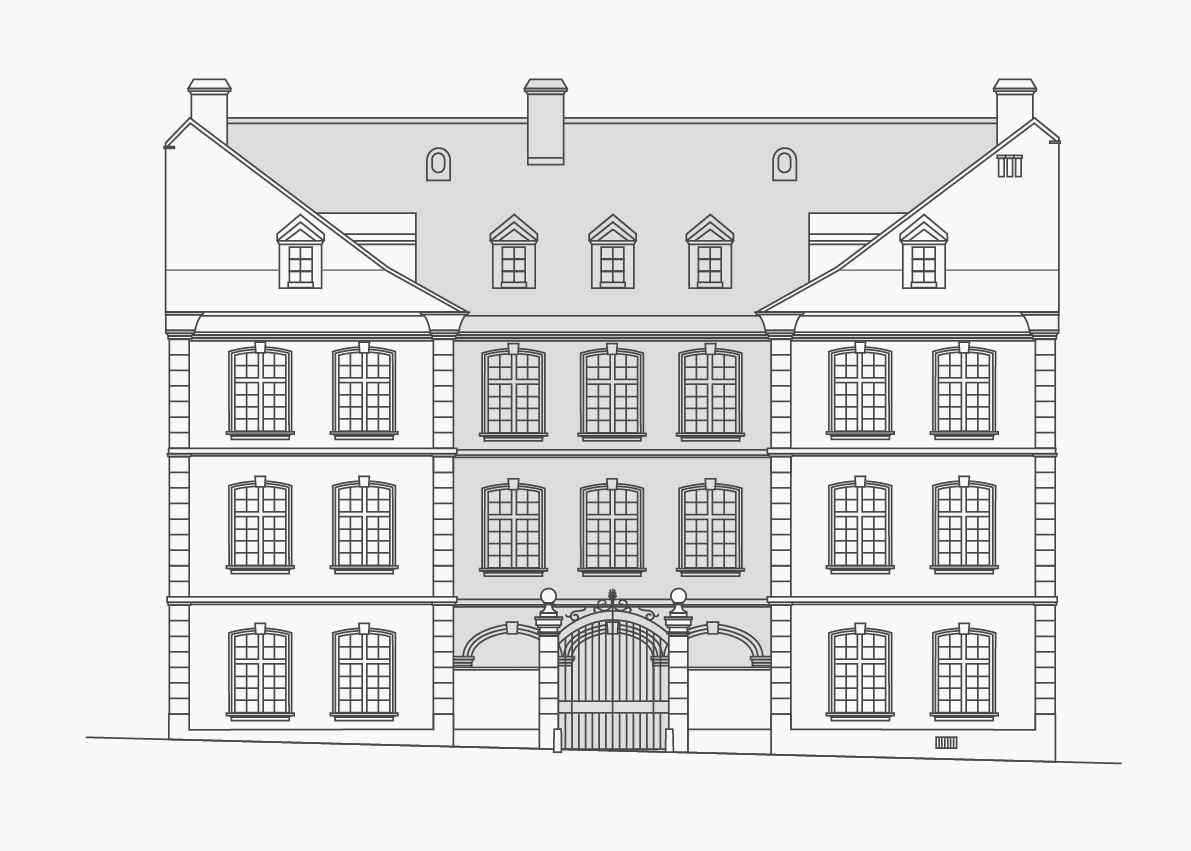
Élévation sur la Rheingasse

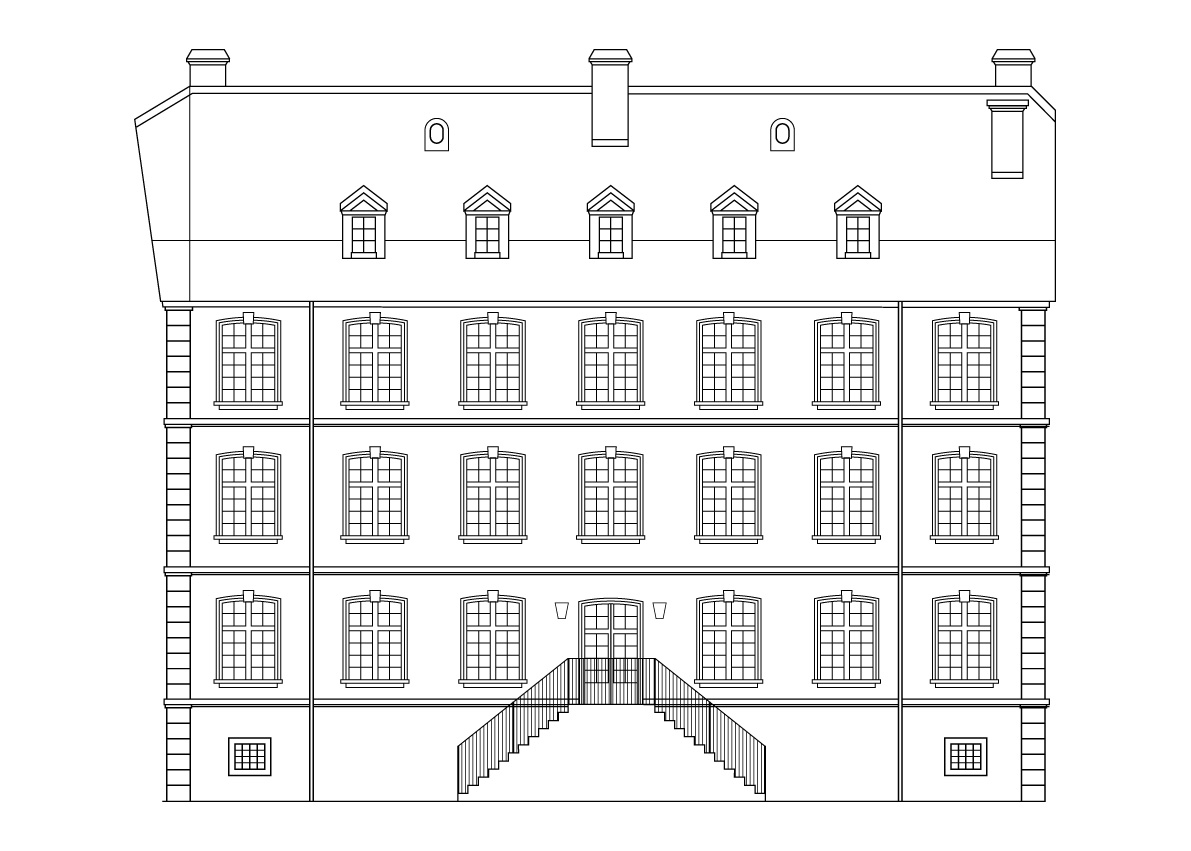
Élévation de la façade sur la rivière (Nord)

Le palais est un bâtiment à trois étages, de plan rectangulaire, formé de trois corps en U encadrant une cour d'honneur fermée au côté de la Rheingasse par une grille en fer forgé. Les clés de voûte des fenêtres en arc segmentaire ont été ornées de mascarons grotesques en pierre calcaire, œuvre du sculpteur et ornemaniste Franz Ludwig Wind (1719-1789). La plupart d'entre eux furent détruits à la fin du XIXe siècle. Wind fut aussi auteur de la décoration intérieure en style rococo,. Les toits inclinés recouverts de tuiles en écailles sont percés de lucarnes. La façade postérieure donne sur le Rhin, à la vue du château de Rötteln (ou Rotwasserstelz) sur la rive allemande.